# フランス通信社
フランス通信社（Agence France-Presse、AFP）は、フランス、パリに拠点を置く国際通信社。世界最古の報道機関。AP通信、ロイターにならぶ世界三大通信社の一つ。
日本においては、戦後、時事通信社が特約販売代理店として稼働。クリエイティヴ・リンクが、2007年よりAFP日本語版サイト、AFPBB Newsを運営している。

## 組織
- 本部：パリ2区 ブルス広場界隈
- 地域センター：ワシントンD.C.、香港、ニコシア、モンテビデオ
- 支局は160カ国以上にある。

## 言語
ニュースは、公式には6か国語で配信。日本語、中国語、韓国語など、現地法人の協力のもと、その他言語による配信も存在する。
- フランス語
- 英語
- アラビア語
- スペイン語
- ドイツ語
- ポルトガル語

## 沿革
- 1835年 - シャルル＝ルイ・アヴァスにより、アヴァス通信（Agence Havas. フランス第2位、世界第6位の規模を持つ広告代理店アヴァス・グループの前身）として設立。
- 1852年 - シャルルの跡を継いだ息子が、当時の従業員ポール・ジュリアス・ロイターと ベルンハルト・ヴォルフ（英語版）がそれぞれイギリスとドイツで開業した通信社と、欧州域内で地域別分業提携を行う。なお、ロイターが興したのはロイター（のちのトムソン・ロイター）、ヴォルフが興したのはヴォルフ電報局（1930年代にナチス・ドイツの国営通信社「ドイツ情報局」に吸収され消滅）。
- 1940年 - ドイツ軍のパリ占領に伴い、レジスタンス活動の通信業務を「フランス情報局 (l'Agence française d'information)」及びその後「情報文書局 (l'Agence d'information et de documentation)」と改称。広告代理業のみアヴァス社として営業。
- 1944年8月 - AFP通信としてパリ解放後初のニュースを配信。その後国有企業として運営される。
- 1957年 - フランス国会がAFP通信の独立経営を決定。以降、政府からの収入が激減。
- 1971年 - 人工衛星によるニュース配信を開始。
- 1973年 - コンピュータによる記事編集作業を開始。
- 1982年 - 4地域体制を確立。
- 2006年2月 - モビーダ・エンターテインメント、クリエイティヴ・リンクと共同で日本語版ニュースサイト「AFPBB News」、ブログサイト「Actiblog」を開設（現在は閉鎖）。運営はクリエイティヴ・リンクにより行われている。
- 2008年 - フランス政府はAFP通信の株式一部売却を実施。
- 2012年6月 - インターネット・アプリ「e-diplomacy Hub」[3]を開設。
- 2018年 - AFPファクトチェックがポインター研究所（英語版）の国際ファクトチェックネットワークに加盟する[4]。